# Ульяновка (Липовецкий район)
Ульяновка (укр. Улянівка) — село на Украине, находится в Липовецком районе Винницкой области.
Код КОАТУУ — 0522286403. Население по переписи 2001 года составляет 107 человек. Почтовый индекс — 22540. Телефонный код — 4358.
Занимает площадь 0,61 км².

## Адрес местного совета
22540, Винницкая область, Липовецкий район, с. Славная, ул. Ленина, 30